# Walther Gerdts

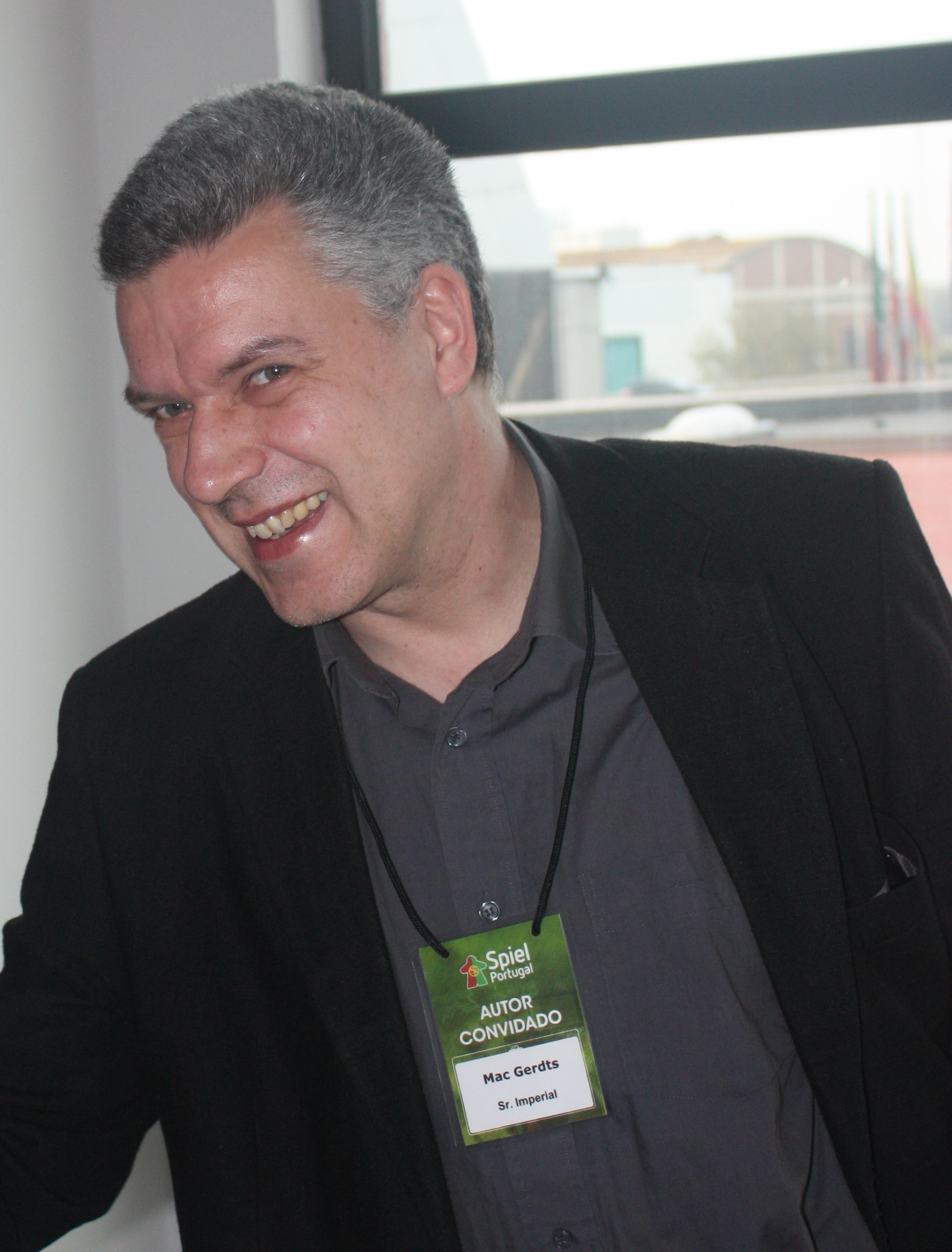
Walther Gerdts (2012)

Walther M. Gerdts (* 1962 in Hamburg), genannt Mac Gerdts, ist ein deutscher Spieleautor.

## Leben
Der studierte Volkswirt Walther Gerdts begann bereits zu Schulzeiten in den 1970er- und 1980er-Jahren mit der Entwicklung von Brettspielen, meist umfangreichen Strategiespielen mit historischer Thematik. Seine erste Veröffentlichung, Antike, kam im Jahre 2005 auf den Markt. Die thematische Orientierung sorgte dabei für Beliebtheit insbesondere auf dem amerikanischen Markt und bei allen Spielen für Auflagen durch internationale Verlage. Gerdts' themenorientierte Spiele weisen dabei keine der für dieses Genre üblichen Zufallselemente im Spielverlauf auf.
Gerdts lebt in Hamburg, wo er in der Verwaltung arbeitet.

## Aktionsrondell
Mit Gerdts' Namen verbunden ist die Entwicklung des so genannten Aktionsrondells, einer zyklischen Anordnung der im Spiel möglichen Aktionen, auf dem man mit einer eigenen Spielfigur zieht und somit seine Aktionen bestimmt. Im Regelfall sind dabei die nächsten Aktionen der Reihenfolge kostenlos erreichbar, man kann diese aber auch gegen Abgaben von Spielgeld oder Siegpunkten überspringen. Dieses Element führt zum einen zu sehr individuell ausgestaltbaren Strategien (durch Verzicht auf bestimmte Aktionen, um andere in schnellerem Rhythmus abarbeiten zu können), zum anderen dazu, dass die im Sektor thematisch-historischer Spiele üblichen sehr ausführlichen Züge in kleinere Teile zerlegt werden, wodurch nach einer eigenen Aktion die Wartezeit, bis ein Spieler wieder an der Reihe ist, sinkt.

## Ludographie
- Antike (2005, eggertspiele/PD-Verlag, international verlegt durch Rio Grande Games und Oya)

- 3. Platz Deutscher Spiele Preis 2006
- Finalist International Gamers Award 2006
- Tric Trac de Bronze (Frankreich) 2006

- Imperial (2006, eggertspiele/PD-Verlag, international verlegt durch Rio Grande Games)

- Jogo do Ano (Portugal) 2006
- 7. Platz Deutscher Spiele Preis 2007
- Empfehlungsliste Spiel des Jahres 2007
- Finalist International Gamers Award 2007
- Hall of Game der Wiener Spieleakademie

- Hamburgum (2007, eggertspiele/PD-Verlag, international verlegt durch Rio Grande Games und PD Games)[1]

- Finalist International Gamers Award 2008
- 6. Platz Deutscher Spiele Preis 2008

- Die Prinzen von Machu Picchu (2008, PD-Verlag, international verlegt durch Rio Grande Games)
- Imperial 2030 (2009, PD-Verlag, international verlegt durch Rio Grande Games)
- Navegador (2010, PD-Verlag, international verlegt durch Rio Grande Games)

- 4. Platz Deutscher Spiele Preis 2011
- Finalist International Gamers Award 2011

- Antike Duellum (2012, PD-Verlag)

- Finalist International Gamers Award (2 player) 2013

- Concordia (2013, PD-Verlag, international verlegt durch Rio Grande Games, 999 Games)

- 3. Platz Deutscher Spiele Preis 2014
- Auswahlliste zum Kennerspiel des Jahres 2014

- Antike II (2014, PD-Verlag, international verlegt durch Rio Grande Games)
- Concordia Salsa (2015, PD-Verlag, international verlegt durch Rio Grande Games)
- 7 Empires (2024, PD-Verlag)